# Datorspelsåret 1984

## Händelser
- Gremlin Graphics, Kemco, Accolade och New World Computing grundas.
- Astrocade Inc., och FTL Games läggs ned.